# Гедвига Мюнстерберг-Эльсская
Гедвига Мюнстерберг-Эльсская (нем. Hedwig von Münsterberg-Oels; 10 или 12 июня 1508, Эльс — 28 ноября 1531, Легница) — герцогиня Мюнстербергская и Эльсская, графиня Глацская, в замужестве маркграфиня Бранденбург-Ансбахская.

## Биография
Гедвига — дочь герцога Карла I Мюнстерберг-Эльсского, внука короля Богемии Йиржи из Подебрад, и его супруги Анны, дочери герцога Иоганна II Саганского.
9 января 1525 года в Эльсе Гедвига вышла замуж за маркграфа Георга Благочестивого, став его второй женой. В браке родились:
- Анна Мария (1526—1589), замужем за герцогом Кристофом Вюртембергским (1515—1568)
- Сабина (1529—1575), замужем за курфюрстом Иоганном Георгом Бранденбургским (1525—1598).

Гедвига умерла в Легнице, где и была похоронена.